# Alvin Gajadhur
Alvin Gajadhur (ur. 3 lipca 1973 w Londynie) – polski urzędnik państwowy, doktor nauk chemicznych, rzecznik prasowy głównego inspektora transportu drogowego w latach 2002–2016, p.o. głównego inspektora transportu drogowego (2016–2017), główny inspektor transportu drogowego (2017–2024), w 2023 minister infrastruktury w trzecim rządzie Mateusza Morawieckiego. Od 2024 doradca społeczny Prezydenta RP.

## Życiorys
Urodził się jako syn Zofii i Anirooda (Polki i Hindusa). We wczesnym dzieciństwie zamieszkał w Polsce; deklaruje się jako katolik, Ukończył LIII Liceum Ogólnokształcące Stowarzyszenia PAX pw. św. Augustyna w Warszawie, a następnie studia Politechnice Warszawskiej – na Wydziale Chemicznym z zakresu technologii chemicznej oraz na Wydziale Inżynierii Produkcji z zakresu zarządzania i marketingu. W 2003 uzyskał stopień doktora nauk chemicznych na Wydziale Chemicznym PW na podstawie pracy pt. Badania nad otrzymywaniem optycznie czynnych pochodnych kwasu 2-fenoksypropionowego jako ekologicznie bezpiecznych pestycydów. Ukończył pierwszą edycję szkolenia dla kandydatów na inspektorów transportu drogowego.
Prowadził wykłady z zakresu transportu drogowego, marketingu oraz public relations. Od 2002 do 2016 był rzecznikiem prasowym głównego inspektora transportu drogowego. W latach 2007–2012 był również doradcą prezesa Urzędu Transportu Kolejowego ds. public relations. Razem z Mariuszem Sokołowskim oraz z Klaudią Podkalicką współprowadził program Szkoła Przetrwania w TVP3 Warszawa (dotyczący bezpieczeństwa w ruchu drogowym), został także blogerem na portalu Onet.pl.
W wyborach parlamentarnych w 2011 bezskutecznie kandydował do Sejmu z warszawskiej listy Prawa i Sprawiedliwości. 6 stycznia 2016 premier Beata Szydło powierzyła mu pełnienie obowiązków głównego inspektora transportu drogowego po dymisji Tomasza Połcia. 7 kwietnia 2017 został powołany na stanowisko głównego inspektora transportu drogowego.
W wyborach w 2023 wystartował z ramienia PiS (jako kandydat bezpartyjny) do Senatu w okręgu nr 43. Nie uzyskał mandatu z wynikiem 25,3% głosów. 27 listopada 2023 został powołany przez prezydenta Andrzeja Dudę na ministra infrastruktury w trzecim rządzie Mateusza Morawieckiego; funkcję tę pełnił do 13 grudnia 2023. Stanowisko głównego inspektora transportu drogowego zajmował natomiast do stycznia 2024. W lutym 2024 prezydent Andrzej Duda powołał go na swojego doradcę społecznego. W tym samym roku bez powodzenia wystartował z ramienia PiS w wyborach do Parlamentu Europejskiego z okręgu nr 4. W sierpniu 2025 zakończył pełnienie funkcji doradcy prezydenta. Jeszcze w tym samym miesiącu powrócił na to stanowisko, dołączając do administracji nowego prezydenta RP Karola Nawrockiego.
W styczniu 2025 wszczęto przeciwko niemu postępowanie karne w sprawie publikacji na portalu X w lutym i marcu 2024 treści stanowiących korespondencję służbową pracowników GITD oraz pisma z lutego 2016, skierowanego do ówczesnego ministra infrastruktury i budownictwa. Według śledczych dokumenty te były przeznaczone wyłącznie do użytku wewnętrznego. Alvin Gajadhur nie przyznał się do popełnienia zarzucanych mu czynów. 6 sierpnia 2025 roku Sąd Rejonowy w Warszawie umorzył postępowanie stwierdzając, że Alvin Gajadhur „nie tylko jest niewinny, ale w ogóle nie popełnił zarzuconego mu czynu”.

## Odznaczenia
- Krzyż Kawalerski Orderu Odrodzenia Polski (2025)[16]